# Parafia Narodzenia Najświętszej Maryi Panny w Nowinach
Parafia pw. Narodzenia Najświętszej Maryi Panny w Nowinach – parafia rzymskokatolicka znajdująca się w dekanacie kampinoskim, archidiecezji warszawskiej, metropolii warszawskiej Kościoła katolickiego.
Parafia Narodzenia Najświętszej Maryi Panny powstała z części parafii Leoncin i Brochów. Została erygowana w 1988 roku przez kard. Józefa Glempa. Nowy kościół parafialny zbudowano w latach 1990–1995.
Na terenie parafii znajduje się pierwotny kościół parafialny Narodzenia Najświętszej Maryi Panny w Nowym Secyminie, który został wybudowany w 1923 roku jako ewangelicko-augsburski zbór, a w 1945 przejęty na potrzeby kultu katolickiego. 